# إريك فالكين بيرغ
إريك فالكين بيرغ (بالهولندية: Erik Falkenburg) (5 مايو 1988 بلايدن في هولندا - ) هو لاعب كرة قدم هولندي في مركز الهجوم. شارك مع منتخب هولندا تحت 21 سنة لكرة القدم. أما مع النوادي، فقد لعب مع إن إي سي نيميخن وإي زد ألكمار وسبارتا روتردام وغو أهد إيغلز وفيلم تو تيلبورغ وناك بريدا.

## وصلات خارجية
- إريك فالكين بيرغ على موقع قاعدة بيانات كرة القدم.إي يو (الإنجليزية)
- إريك فالكين بيرغ على موقع Soccerway.com (الإنجليزية)
- إريك فالكين بيرغ على موقع عالم كرة القدم.نت (الإنجليزية)